# Státní pohraniční služba Ukrajiny
Státní pohraniční služba Ukrajiny (ukrajinsky Державна Прикордонна Служба України – Deržavna Prykordonna Služba Ukrajiny) je organizace provádějící ostrahu hranic na Ukrajině. V době míru spadá coby policejní orgán pod ukrajinské ministerstvo vnitra, v době války se stává součástí ukrajinských ozbrojených sil. Její velitelství sídlí v Kyjevě.
Vznikla v roce 1991 po rozpadu Sovětského svazu, v rámci kterého působila Pohraniční vojska SSSR, která měla na Ukrajině v té době zhruba sedmnáct tisíc příslušníků. První roky po vzniku samostatné Ukrajiny, přinejmenším do roku 1993, střežila pouze bývalé hranice Sovětského svazu, tedy nehlídala hranici s Běloruskem, s Moldávií ani s Ruskem. Ty začala hlídat až po roce 1993, kdy byla posílena o 9000 příslušníků vyčleněných z ukrajinských ozbrojených sil. V roce 1999 byla změněna pravidla, aby mohla mít až padesát tisíc příslušníků.